# Козметичката и звяра
„Козметичката и звяра“ (на английски: The Beautician and the Beast) е американска романтична комедия от 1997 г. на режисьора Кен Куопис, сценарият е на Тод Граф, и участват Фран Дрешър, Тимъти Далтън, Лиса Джакъб, Иън Макнийс и Патрик Малахайд. Продуциран от компанията на Дрешър – „Хай Скул Суийтхартс“ в партньорство с „Парамаунт Пикчърс“, „Козметичката и звяра“ е първата роля на Дрешър в киното.
Снимките на филма се провеждат през 1996 г. в Бевърли Хилс, в Лос Анджелис, в Прага и в замъците Сихров в Чехия. Премиерата на филма се състои в Холивуд на 4 февруари 1997 г. и е пуснат по кината на 7 февруари.